# Sub stele (film din 1940)
Sub stele (engleză The Stars Look Down) este un film britanic produs în anul 1940 în regia lui Carol Reed. Filmul este transpunerea pe ecran a romanului cu același nume scris în 1935 de A. J. Cronin. Filmul prezintă nedreptățile sociale care se petrec la o societate minieră din nord-estul Angliei.
În centrul acțiunii este familia minerului Dave Fenwick (Michael Redgrave) și soției sale Jenny Sunley (Margaret Lockwood). Filmul a fost pus de gazeta New York Times pe Lista celor 1000 de filme, considerate ca cele mai bune filme a tuturor timpurilor.

## Roluri principale
- Michael Redgrave - David (Davey) Fenwick
- Margaret Lockwood - Jenny Sunley
- Emlyn Williams - Joe Gowlan
- Nancy Price - Martha Fenwick
- Allan Jeayes - Richard Barras
- Edward Rigby - Robert Fenwick
- Linden Travers - Mrs. Laura Millington
- Cecil Parker - Stanley Millington
- Milton Rosmer - Harry Nugent, MP
- George Carney - Slogger Gowlan
- Ivor Barnard - Wept
- Olga Lindo - Mrs. Sunley
- Desmond Tester - Hughie Fenwick
- David Markham - Arthur Barras
- Aubrey Mallalieu - Hudspeth
- Kynaston Reeves - Strother
- Clive Baxter - Pat Reedy
- James Harcourt - Will
- Frederick Burtwell - Union Official
- Dorothy Hamilton - Mrs. Reedy
- Frank Atkinson - Miner
- David Horne - Mr. Wilkins
- Edmund Willard - Mr. Ramage
- Ben Williams - Harry Brace
- Vera Schmidt - Laura Grace